# Hans Georg aus dem Winckel
Johann (Hans) Georg aus dem Winckel (* 19. April 1671; † 18. Juli 1729 in Benndorf) war ein kursächsischer Generalleutnant der Kavallerie, Erb-, Lehn- und Gerichtsherr auf Baumersroda, Benndorf und Körbisdorf.

## Leben
Er stammte aus dem Adelsgeschlecht Aus dem Winckel und war der dritte Sohn von Hans Christoph aus dem Winckel. Verheiratet war er in zweiter Ehe mit Catharina Elisabeth geb. von Lüttichau aus Kmehlen (1679–1725). Die Heirat fand am 25. August 1704 in Kmehlen statt.
Hans Georg aus dem Winckel wurde 1699 Rittmeister im Kürassierregiment Graf Trautmannsdorff. 1700 wurde er zum Major und 1705 zum Oberst befördert. Als solcher war er bis 1706 Kommandeur eines Dragonerregiments. Im darauffolgenden Jahr übernahm er das Kürassierregiments von Gersdorff. Am 5. September 1713 wurde er zum Generalmajor ernannt und im Jahr 1714 als solcher verabschiedet, zuletzt bezeichnete er sich als Generalleutnant.
Durch Kauf war er am 20. April 1704 in den Besitz des Ritterguts Baumersroda gelangt, das er von Hans Moritz von Brühl erworben hatte. Als schriftsässiger Rittergutsbesitzer dieses Rittergutes nahm er 1716 und 1718 als Vertreter der Allgemeinen Ritterschaft und 1722 im Weiteren Ausschuss an den kursächsischen Landtagen teil. Ferner war er auch im Besitz des sogenannten Schaurothsche Gut in Gleina. Außerdem hatte er als Generalmajor am 30. April 1718 von George Dietrich von Schönberg dessen beiden Rittergüter Benndorf und Körbisdorf käuflich erworben. Er starb kinderlos. Wenige Tage vor seinem Tod, am 17. Mai 1729, hatte er in Baumersroda sein Testament gemacht.